# Vojenský ordinariát Argentiny
Vojenský ordinariát v Argentině je římskokatolický vojenský ordinariát.

## Území
Biskupským sídlem je město Buenos Aires, kde se nachází hlavní chrám, katedrála Stella Maris.

## Historie
Dne 8. července 1957 byl dekretem Vicariatus castrenses Kongregace konzistoře zřízen vojenský vikariát Argentina.
Dne 24. dubna 1986 byl vikariát bulou Spirituali militum curae papeže Jana Pavla II. povýšen na vojenský ordinariát.

## Seznam vikářů a ordinářů
- Fermín Emilio Lafitte (1957–1959)
- Antonio Caggiano (1959–1975)
- Adolfo Servando Tortolo (1975–1982)
- José Miguel Medina (1982–1990)
- Norberto Eugenio Conrado Martina, O.F.M. (1990–2001)
- Antonio Baseotto, C.SS.R. (2001–2007)
- sede vacante (2007–2017)
- Santiago Olivera (od 2017)